# Saint-Avit (Charente)
Pour les articles homonymes, voir Saint-Avit.
Saint-Avit est une commune du Sud-Ouest de la France, située dans le département de la Charente (région Nouvelle-Aquitaine).

## Géographie

### Localisation et accès
Saint-Avit est une petite commune du Sud Charente (3,7 km2). Elle est située à 3 km au sud-est de Chalais et à 45 km au sud d'Angoulême.
Le bourg de Saint-Avit est aussi situé 2 km au nord de la Dronne qui est la limite avec le département de la Dordogne et 5 km de la Charente-Maritime, 8 km au nord-ouest de Saint-Aulaye, 10 km à l'ouest d'Aubeterre, 11 km au nord de La Roche-Chalais, 53 km de Périgueux et 67 km de Bordeaux.
La route d'Angoulême à Libourne (D 674) traverse l'ouest de la commune, ainsi que la voie ferrée Paris-Bordeaux.
La gare la plus proche est celle de Chalais, desservie par des TER à destination d'Angoulême et de Bordeaux.

### Lieux-dits et hameaux
La commune compte quelques gros hameaux, comme le Bertaud à l'ouest, le Grélis au sud, ou Godichaud au nord-ouest.
Elle est assez boisée, surtout sur les collines qui sont localisées à l'est (bois de Puygoyon) et au sud du bourg (la Malaizie), collines séparées par les prés de la Fontaine, jolie petite vallée descendant vers le Grélis et qui passe au pied du château de Bellevue avec un étang.
Le bourg, situé à l'est du territoire communal au pied d'une colline, n'est qu'à 100 m de la limite avec Saint-Quentin-de-Chalais.

### Communes limitrophes
| Chalais      |            |                          |
| Rioux-Martin | Saint-Avit | Saint-Quentin-de-Chalais |
| Médillac     | Bazac      |                          |

### Géologie et relief
La commune est occupée par le Campanien (Crétacé supérieur), calcaire crayeux, qui occupe une grande partie du Sud Charente. Les sommets boisés de la commune sont couverts de dépôts du Tertiaire (sable, argile, galets) et altérites ou colluvions du Quaternaire. La vallée de la Tude est occupée par des alluvions récentes et anciennes accumulées en terrasses (au Bertaud),,.
La commune occupe le versant oriental de la vallée de la Tude, avec une ligne de crête sur la partie orientale, et un massif de collines au centre (la Malaizie). Le point culminant de la commune est à une altitude de 128 m, situé dans le bois de la Barde au nord du bourg. Le point le plus bas est à 33 m, situé le long de la Tude à l'extrémité sud-ouest, non loin du bourg de Médillac. Le bourg de Saint-Avit, lové au pied de la côte, est à 100 m d'altitude.

### Hydrographie

#### Réseau hydrographique

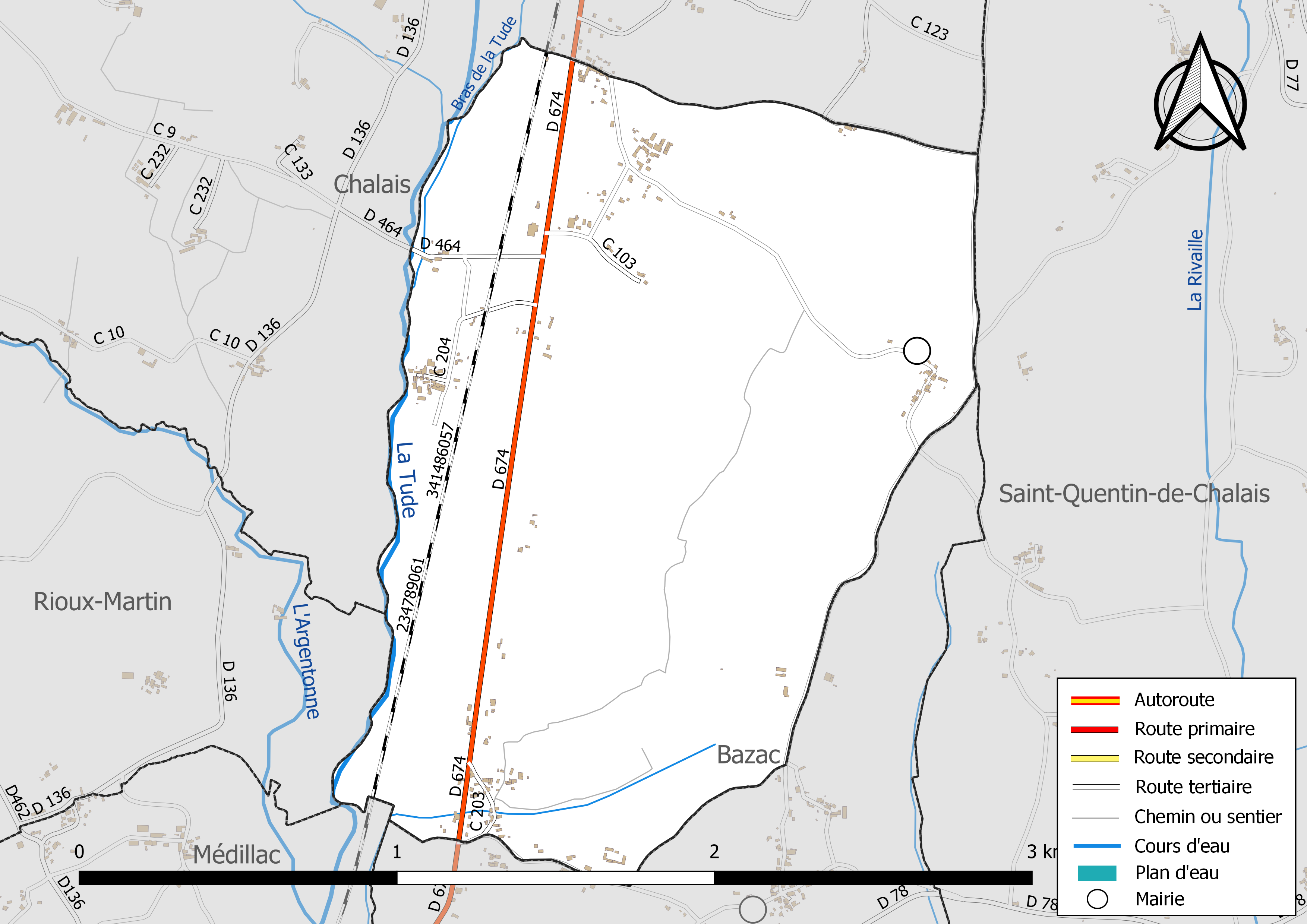
Réseaux hydrographique et routier de Saint-Avit.

La commune est située dans le bassin de la Dordogne au sein du Bassin Adour-Garonne. Elle est drainée par la Tude et par un petit cours d'eau, qui constituent un réseau hydrographique de 3 km de longueur totale,.
La Tude, affluent de la Dronne qui passe à moins d'un kilomètre au sud de la commune, fait la limite ouest de la commune.
Au pied du bourg, une source donne naissance à un ruisseau à sec en été qui passe au pied du château de Bellevue avec un étang et se jette dans la Tude au Grélis.

#### Gestion des eaux
Le territoire communal est couvert par le schéma d'aménagement et de gestion des eaux (SAGE) « Isle - Dronne ». Ce document de planification, dont le territoire regroupe les bassins versants de l'Isle et de la Dronne, d'une superficie de 7 500 km2, a été approuvé le 2 août 2021. La structure porteuse de l'élaboration et de la mise en œuvre est l'établissement public territorial de bassin de la Dordogne (EPIDOR). Il définit sur son territoire les objectifs généraux d’utilisation, de mise en valeur et de protection quantitative et qualitative des ressources en eau superficielle et souterraine, en respect des objectifs de qualité définis dans le troisième SDAGE  du Bassin Adour-Garonne qui couvre la période 2022-2027, approuvé le 10 mars 2022.

### Climat
Comme dans les trois quarts sud et ouest du département, le climat est océanique aquitain.

### Milieux naturels et biodiversité

#### Natura 2000
Bordé à l'ouest par la Tude, le territoire communal est concerné par le site Vallée de la Tude, identifié dans le réseau Natura 2000 comme important pour la conservation d'espèces animales européennes menacées,.
Seize espèces animales inscrites à l'annexe II de la directive 92/43/CEE de l'Union européenne y ont été répertoriées.
- un amphibien : le Sonneur à ventre jaune (Bombina variegata) ;
- un crustacé, l'Écrevisse à pattes blanches (Austropotamobius pallipes) ;
- six insectes : l'Agrion de Mercure (Coenagrion mercuriale), le Cerf-volant (mâle) ou la Grande biche (femelle) (Lucanus cervus), la Cordulie à corps fin (Oxygastra curtisii), le Cuivré des marais (Lycaena dispar), le Damier de la succise (Euphydryas aurinia) et le Gomphe de Graslin (Gomphus graslinii) ;
- cinq mammifères : la Loutre d'Europe (Lutra lutra) et le Vison d'Europe (Mustela lutreola), et trois chauves-souris : la Barbastelle d'Europe (Barbastella barbastellus), le Murin à oreilles échancrées (Myotis emarginatus) et le Petit rhinolophe (Rhinolophus hipposideros) ;
- deux poissons : le Chabot fluviatile (Cottus perifretum) et la Lamproie de Planer (Lampetra  planeri) ;
- un reptile : la Cistude (Emys orbicularis).

Vingt-six autres espèces animales importantes y ont été recensées dont quatorze sont concernées par l'annexe IV de la directive habitats.

#### ZNIEFF
À Saint-Avit, sur un périmètre quasi identique à celui du site Natura 2000 ci-dessus, la vallée de la Tude fait partie de la ZNIEFF de type II nommée « Vallées de la Nizonne, de la Tude et de la Dronne en Poitou-Charentes »,.
Vingt-deux espèces déterminantes d'animaux y ont été répertoriées :
- un amphibien : la Rainette verte (Hyla arborea) ;
- un crustacé, l'Écrevisse à pattes blanches (Austropotamobius pallipes) ;
- cinq insectes dont trois lépidoptères : l'Azuré de la sanguisorbe (Phengaris teleius), le Cuivré des marais (Lycaena dispar) et le Fadet des laîches (Coenonympha oedippus) et deux odonates : l'Agrion de Mercure (Coenagrion mercuriale) et la Cordulie à corps fin (Oxygastra curtisii) ;
- sept mammifères : la Loutre d'Europe (Lutra lutra) et le Vison d'Europe (Mustela lutreola), ainsi que cinq chauves-souris : le Murin à moustaches (Myotis mystacinus), l'Oreillard roux (Plecotus auritus), la Pipistrelle de Kuhl (Pipistrellus kuhlii), le Petit rhinolophe (Rhinolophus hipposideros) et la Sérotine commune (Eptesicus serotinus) ;
- quatre oiseaux : l'Alouette lulu (Lullula arborea), le Martin-pêcheur d'Europe (Alcedo atthis), le Milan noir (Milvus migrans) et le Tarier des prés (Saxicola rubetra) ;
- trois poissons : le Chabot commun (Cottus gobio), la Lamproie de Planer (Lampetra  planeri) et le Toxostome (Parachondrostoma toxostoma) ;
- un reptile : la Cistude (Emys orbicularis).

Vingt-neuf autres espèces animales (quatre mammifères et vingt-cinq oiseaux) y ont été recensées.

## Urbanisme

### Typologie
Au 1er janvier 2024, Saint-Avit est catégorisée commune rurale à habitat dispersé, selon la nouvelle grille communale de densité à 7 niveaux définie par l'Insee en 2022.
Elle est située hors unité urbaine et hors attraction des villes,.

### Occupation des sols
L'occupation des sols de la commune, telle qu'elle ressort de la base de données européenne d’occupation biophysique des sols Corine Land Cover (CLC), est marquée par l'importance des territoires agricoles (67,7 % en 2018), une proportion sensiblement équivalente à celle de 1990 (67,9 %). La répartition détaillée en 2018 est la suivante : 
terres arables (34,9 %), forêts (28,4 %), zones agricoles hétérogènes (25,8 %), prairies (7 %), zones urbanisées (3,9 %). L'évolution de l’occupation des sols de la commune et de ses infrastructures peut être observée sur les différentes représentations cartographiques du territoire : la carte de Cassini (XVIIIe siècle), la carte d'état-major (1820-1866) et les cartes ou photos aériennes de l'IGN pour la période actuelle (1950 à aujourd'hui).

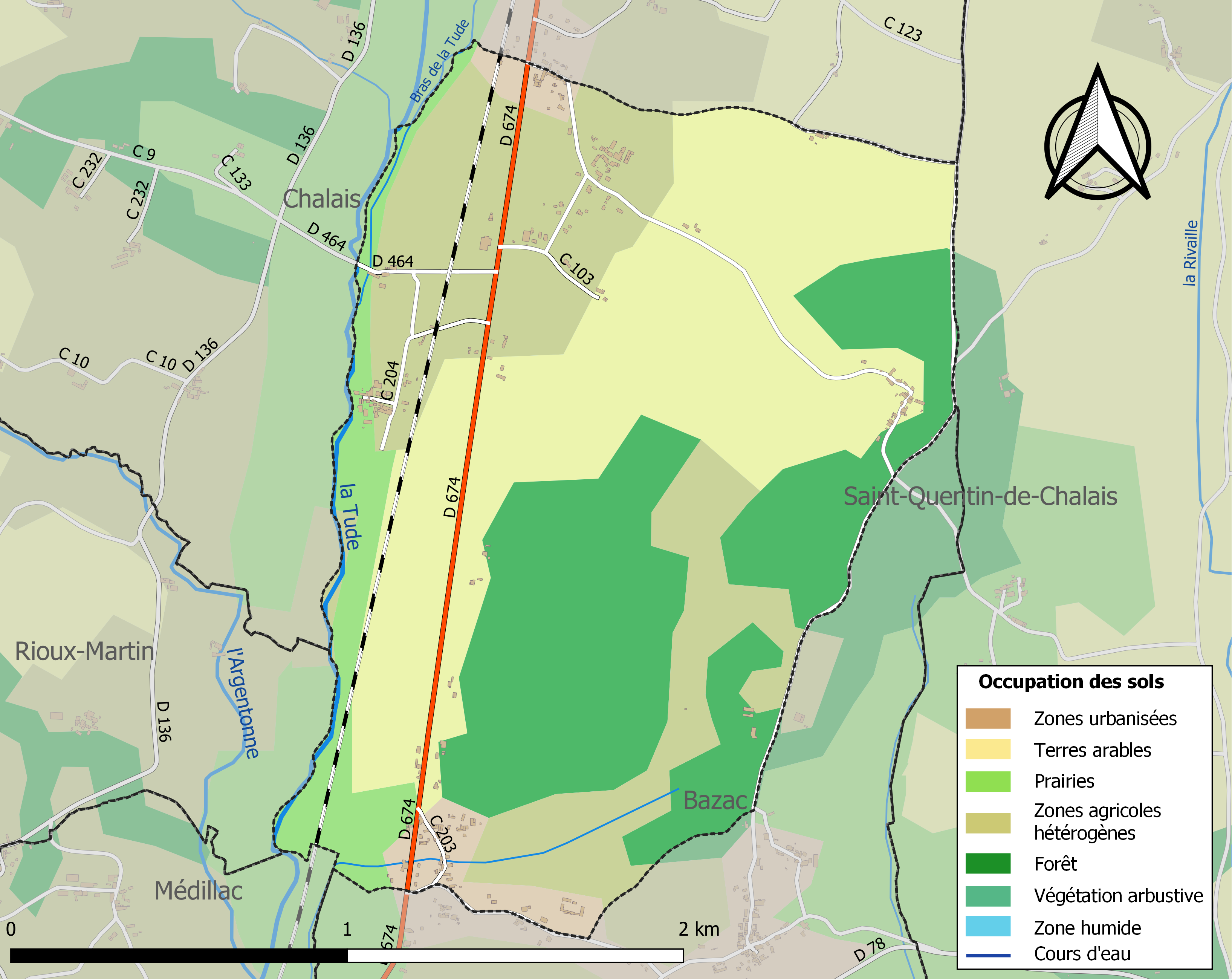
Carte des infrastructures et de l'occupation des sols de la commune en 2018 (CLC).

### Risques majeurs
Le territoire de la commune de Saint-Avit est vulnérable à différents aléas naturels : météorologiques (tempête, orage, neige, grand froid, canicule ou sécheresse) et séisme (sismicité faible). Il est également exposé à un risque technologique,  le transport de matières dangereuses. Un site publié par le BRGM permet d'évaluer simplement et rapidement les risques d'un bien localisé soit par son adresse soit par le numéro de sa parcelle.

#### Risques naturels

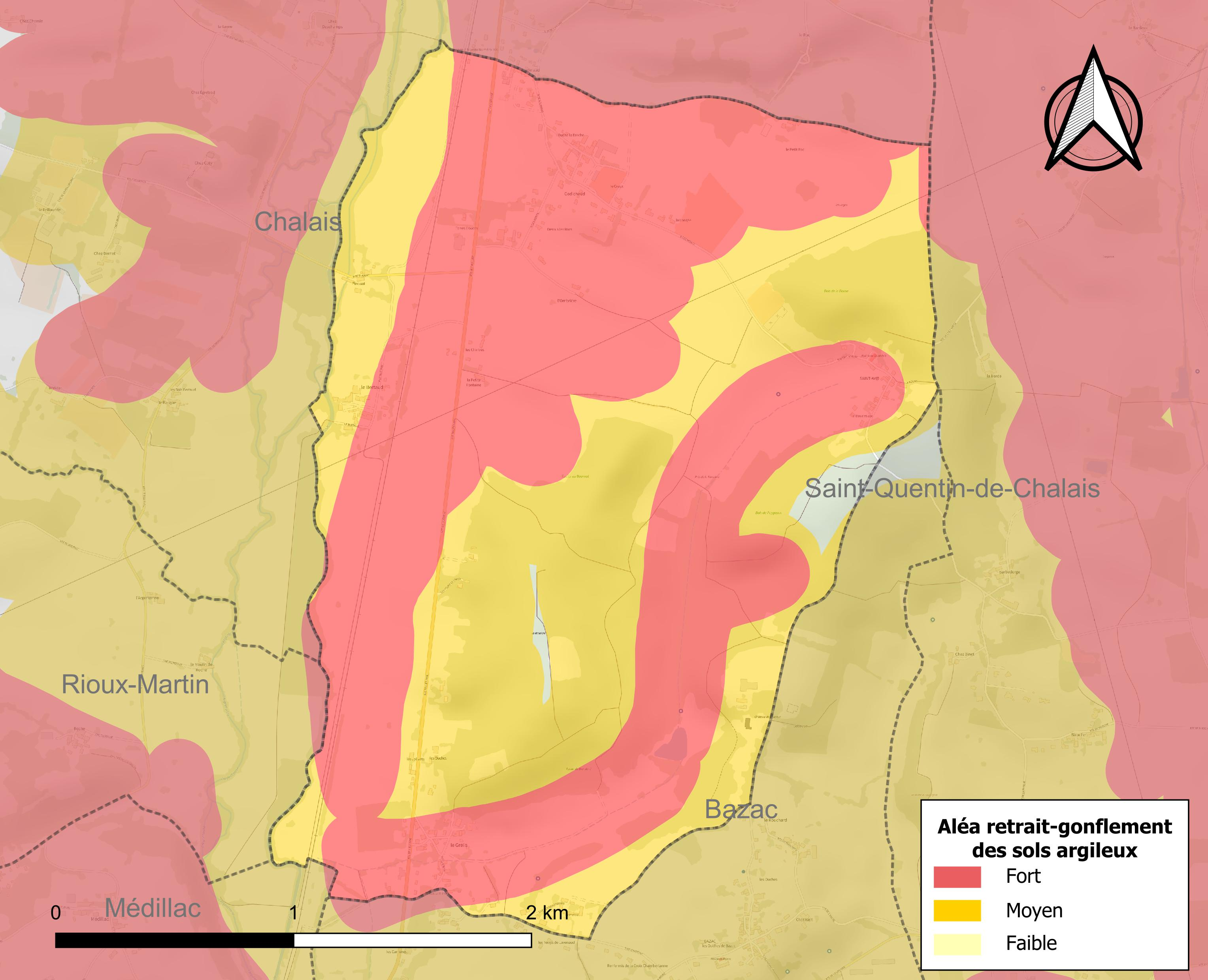
Carte des zones d'aléa retrait-gonflement des sols argileux de Saint-Avit.

Le retrait-gonflement des sols argileux est susceptible d'engendrer des dommages importants aux bâtiments en cas d’alternance de périodes de sécheresse et de pluie. 98,7 % de la superficie communale est en aléa moyen ou fort (67,4 % au niveau départemental et 48,5 % au niveau national). Sur les 122 bâtiments dénombrés sur la commune en 2019,  122 sont en aléa moyen ou fort, soit 100 %, à comparer aux 81 % au niveau départemental et 54 % au niveau national. Une cartographie de l'exposition du territoire national au retrait gonflement des sols argileux est disponible sur le site du BRGM,.
Par ailleurs, afin de mieux appréhender le risque d’affaissement de terrain, l'inventaire national des cavités souterraines permet de localiser celles situées sur la commune.
La commune a été reconnue en état de catastrophe naturelle au titre des dommages causés par les inondations et coulées de boue survenues en 1982, 1983 et 1999. Concernant les mouvements de terrains, la commune a été reconnue en état de catastrophe naturelle au titre des dommages causés par la sécheresse en 2003 et 2011 et par des mouvements de terrain en 1999.

#### Risques technologiques
Le risque de transport de matières dangereuses sur la commune est lié à sa traversée par une ou des infrastructures routières ou ferroviaires importantes ou la présence d'une canalisation de transport d'hydrocarbures. Un accident se produisant sur de telles infrastructures est susceptible d’avoir des effets graves sur les biens, les personnes ou l'environnement, selon la nature du matériau transporté. Des dispositions d’urbanisme peuvent être préconisées en conséquence.

## Toponymie
Le nom est attesté par la forme ancienne latine Sanctus Avitus (non datée).
Avit  était le nom d'un saint chrétien du VIe siècle. D'après Talbert, il s'agirait d'Avit de Micy, ermite en Orléanais, mort en 530. D'après Dauzat, il pourrait aussi s'agir d'Avit de Vienne, évêque, mort en 525, à moins qu'il ne s'agisse d'Avit du Périgord, plus proche géographiquement et célébré dans le diocèse de Périgueux dont Saint-Avit faisait partie. Mort en ermite en 570, il s'était d'abord battu contre les Francs avec les Aquitains avant de se convertir au catholicisme,.
Le nom de la paroisse a aussi été orthographié Saint-Avi ou Saint-Avy, nom qu'on retrouve dans le nom de la commune de Charente-Maritime Avy.
Pendant la Révolution, la commune s'est appelée provisoirement Les Monts.

## Histoire
Des substructions romaines (murs, tegulae et fragments de céramiques) ont été dégagées en 1882 par un cultivateur, à l'Ombrière et à 300 m de la route d'Angoulême à Libourne.
Le château de Bellevue, au sud de la commune, peut dater du tout début du XVIIe siècle. Sous l'Ancien Régime, il était la propriété de la famille de Poncharral, dont deux membres, Daniel-Louis de Poncharral, marquis de Pouillac (ou Pouliac), et son fils, Jean-Baptiste de Poncharral, furent lieutenants des maréchaux de France, en Saintonge. Le fils de ce dernier, Eutrope-Louis-Alexandre de Poncharral, marquis de Pouillac, ne put divorcer de sa femme, mena une vie dissolue et fut bientôt ruiné. Ses héritiers durent vendre le château en 1861 à M. Paulin de Lamballerie. Il fut ensuite la propriété de M. Auger, négociant à Montmoreau, qui l'a fait restaurer en le reconstruisant quasiment entièrement.
La Maure (ou Lamaud, aujourd'hui Lameau, près du Grélis) était un autre fief de la paroisse, créé en 1623 en faveur de Champlong, seigneur de la Boisse (à Montboyer). Il passa ensuite à la famille de Morel et fut aliéné à la Révolution.

## Administration

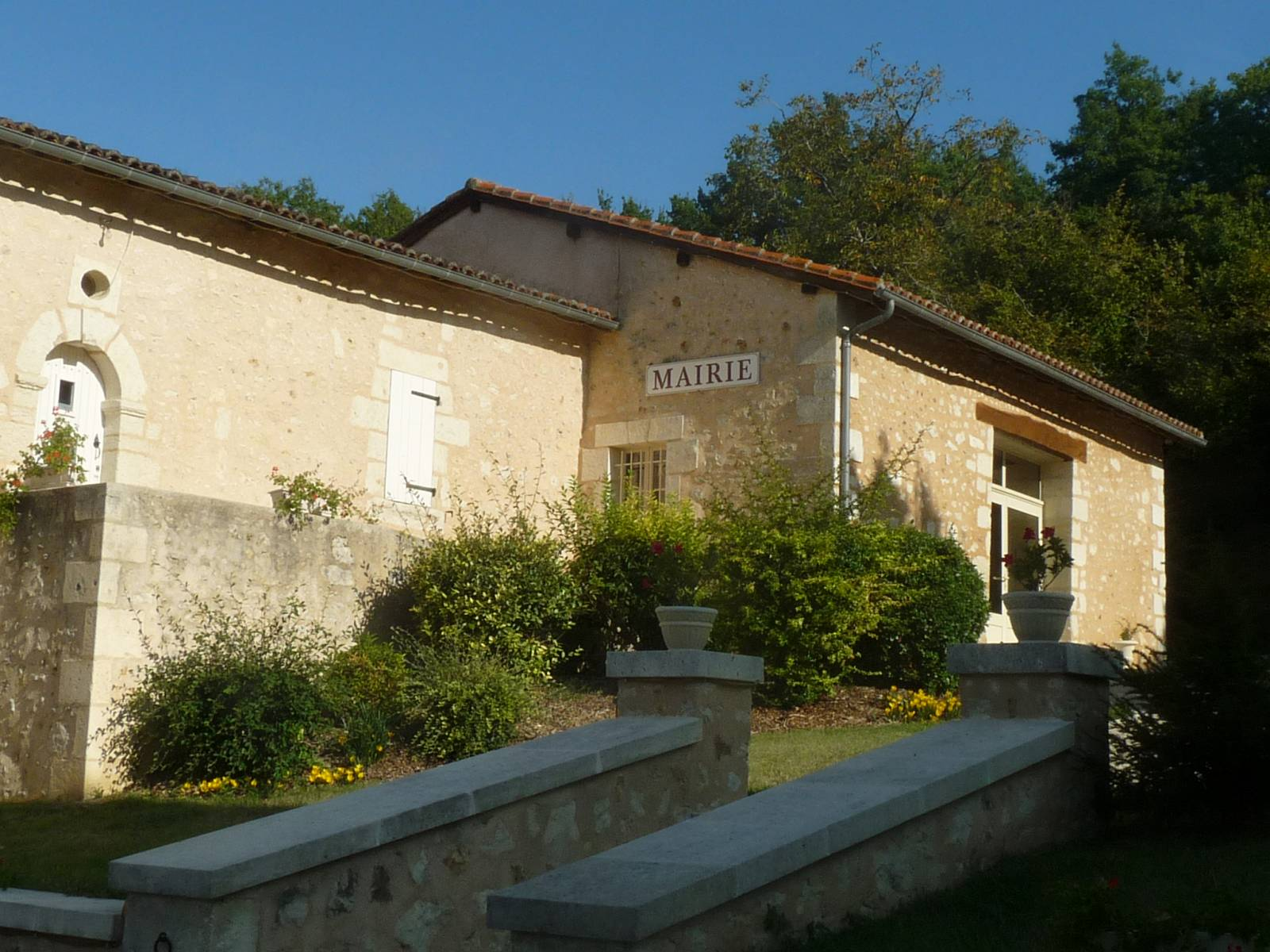
La mairie de Saint-Avit.

| Période                                  | Période  | Identité     | Étiquette | Qualité   |
| ---------------------------------------- | -------- | ------------ | --------- | --------- |
| Les données manquantes sont à compléter. |          |              |           |           |
| depuis 2001                              | En cours | Nicole Tugal | SE        | Comptable |

### Intercommunalité
Saint-Avit fait partie du canton de Tude-et-Lavalette (canton de Chalais avant 2014) et de la communauté de communes de Chalais.

## Démographie

### Évolution démographique
L'évolution du nombre d'habitants est connue à travers les recensements de la population effectués dans la commune depuis 1793. Pour les communes de moins de 10 000 habitants, une enquête de recensement portant sur toute la population est réalisée tous les cinq ans, les populations de référence des années intermédiaires étant quant à elles estimées par interpolation ou extrapolation. Pour la commune, le premier recensement exhaustif entrant dans le cadre du nouveau dispositif a été réalisé en 2004.

En 2022, la commune comptait 219 habitants, en évolution de +6,31 % par rapport à 2016 (Charente : −0,48 %, France hors Mayotte : +2,11 %).
| 1793 | 1800 | 1806 | 1821 | 1831 | 1841 | 1846 | 1851 | 1856 |
| ---- | ---- | ---- | ---- | ---- | ---- | ---- | ---- | ---- |
| 340  | 301  | 203  | 287  | 374  | 309  | 354  | 322  | 320  |

| 1861 | 1866 | 1872 | 1876 | 1881 | 1886 | 1891 | 1896 | 1901 |
| ---- | ---- | ---- | ---- | ---- | ---- | ---- | ---- | ---- |
| 301  | 295  | 303  | 307  | 285  | 254  | 231  | 251  | 234  |

| 1906 | 1911 | 1921 | 1926 | 1931 | 1936 | 1946 | 1954 | 1962 |
| ---- | ---- | ---- | ---- | ---- | ---- | ---- | ---- | ---- |
| 255  | 216  | 195  | 186  | 167  | 187  | 180  | 179  | 176  |

| 1968 | 1975 | 1982 | 1990 | 1999 | 2004 | 2006 | 2009 | 2014 |
| ---- | ---- | ---- | ---- | ---- | ---- | ---- | ---- | ---- |
| 185  | 195  | 209  | 194  | 180  | 159  | 153  | 186  | 203  |

| 2019 | 2022 | - | - | - | - | - | - | - |
| ---- | ---- | - | - | - | - | - | - | - |
| 216  | 219  | - | - | - | - | - | - | - |

### Pyramide des âges
La population de la commune est relativement âgée.
En 2018, le taux de personnes d'un âge inférieur à 30 ans s'élève à 28,2 %, soit en dessous de la moyenne départementale (30,2 %). À l'inverse, le taux de personnes d'âge supérieur à 60 ans est de 34,2 % la même année, alors qu'il est de 32,3 % au niveau départemental.
En 2018, la commune comptait 111 hommes pour 97 femmes, soit un taux de 53,37 % d'hommes, largement supérieur au taux départemental (48,41 %).
Les pyramides des âges de la commune et du département s'établissent comme suit.
| Hommes | Classe d’âge | Femmes |
| ------ | ------------ | ------ |
| 0,0    | 90 ou +      | 1,0    |
| 6,1    | 75-89 ans    | 12,9   |
| 23,5   | 60-74 ans    | 25,7   |
| 20,0   | 45-59 ans    | 17,8   |
| 17,4   | 30-44 ans    | 19,8   |
| 7,8    | 15-29 ans    | 13,9   |
| 25,2   | 0-14 ans     | 8,9    |

| Hommes | Classe d’âge | Femmes |
| ------ | ------------ | ------ |
| 1      | 90 ou +      | 2,7    |
| 9,2    | 75-89 ans    | 12     |
| 20,6   | 60-74 ans    | 21,3   |
| 20,7   | 45-59 ans    | 20,3   |
| 16,8   | 30-44 ans    | 16     |
| 15,6   | 15-29 ans    | 13,4   |
| 16,1   | 0-14 ans     | 14,3   |

## Économie

### Agriculture
La commune fait partie de l'aire d'origine contrôlée du Cognac « Bons Bois » et de l'AOC/AOP Noix du Périgord.

### Commerces
Il y a une boulangerie, un marchand de voitures et un marchand de pneus, une épicerie.

## Lieux et monuments

### Patrimoine religieux

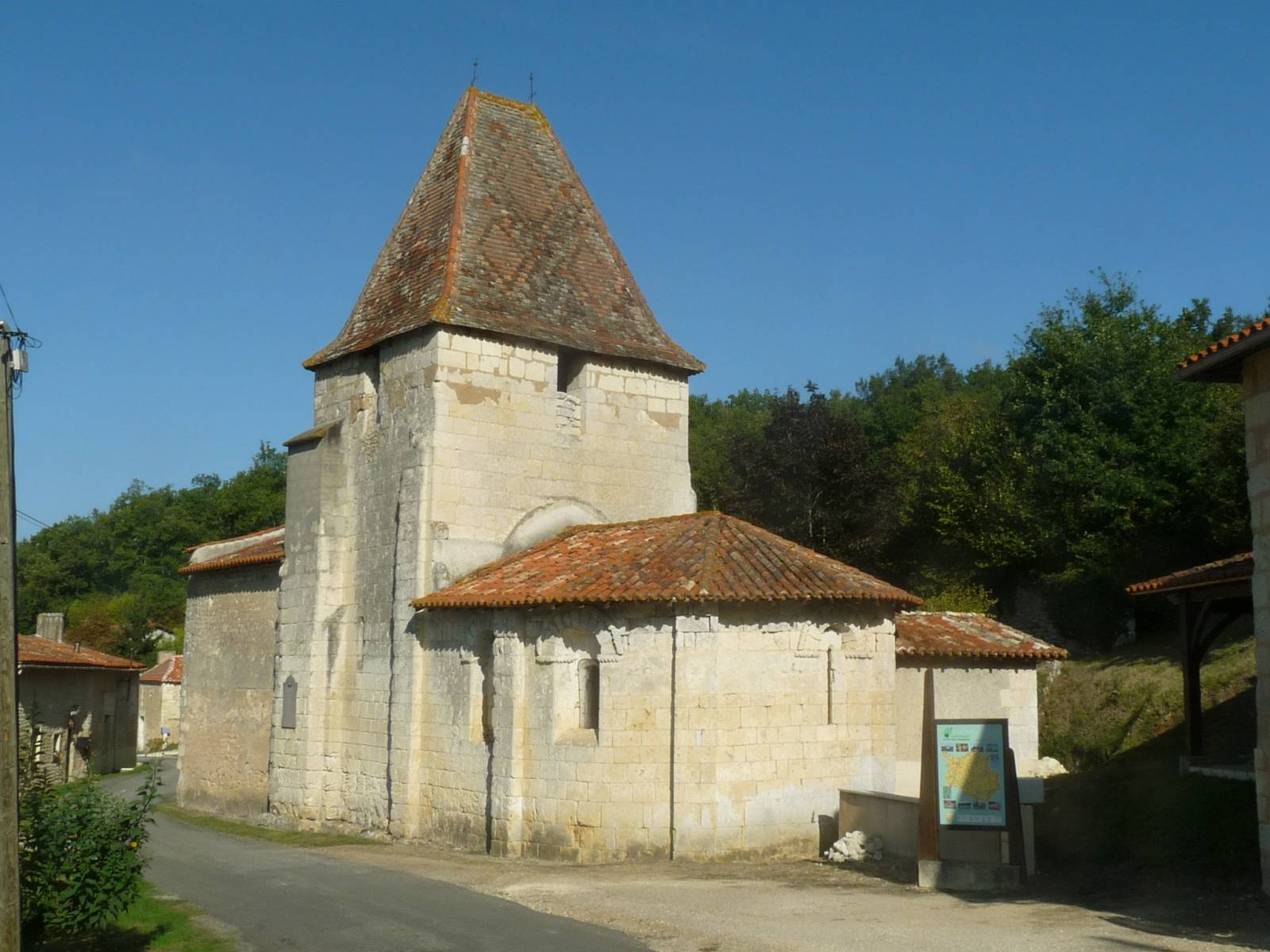
L'église.

L'église paroissiale Saint-Avit date du XIe siècle. La cloche en bronze de 30 kg, datant de 1624, est classée monument historique depuis 1944.

### Patrimoine civil
Le château de Bellevue, du XVIIe siècle, est dans la commune de Saint-Avit, mais la châtellenie englobait aussi une partie de Bazac. Il a appartenu aux Poncharral de Pouillac. Il a été reconstruit en 1905 et accueille des chambres d'hôtes.

### Patrimoine environnemental
La Malaizie (la forêt de Saint-Avit).

## Personnalités liées à la commune
- Poncharal ou Poncharail de Pouillac, comtes et marquis ; famille propriétaire du château de Bellevue dès la fin du XVIIe siècle. Le dernier des Poncharal a disparu en 1885, son titre de noblesse avec, car il n'a eu qu'une fille comme héritière[31].